# ホアルー県
ホアルー県（ホアルーけん、ベトナム語：Huyện Hoa Lư / 縣華閭?）は、ベトナム・ニンビン省の県である。
2025年1月1日にニンビン市と合併してホアルー市となった。

## 行政区画
以下の1市鎮10社を管轄する。
- ティエントン市鎮（Thiên Tôn / 天尊）
- ニンアン社（Ninh An / 寧安）
- ニンザン社（Ninh Giang / 寧江）
- ニンハイ社（Ninh Hải / 寧海）
- ニンホア社（Ninh Hòa / 寧和）
- ニンカン社（Ninh Khang / 寧康）
- ニンミー社（Ninh Mỹ / 寧美）
- ニンタン社（Ninh Thắng / 寧勝）
- ニンヴァン社（Ninh Vân / 寧雲）
- ニンスアン社（Ninh Xuân / 寧春）
- チュオンイエン社（Trường Yên / 長安）